# Gianluigi Cavallo
Gianluigi Cavallo, detto Cabo (Parma, 9 agosto 1968), è un cantautore, chitarrista, disc jockey e conduttore radiofonico italiano, conosciuto principalmente per aver militato nel gruppo dei Litfiba tra il 1999 e il 2006.
Il gruppo, durante questo periodo, ha venduto più di 200.000 album e ottenuto quattro dischi d'oro.
Il soprannome "Cabo" deriva dalla contrazione di "caballo", traduzione in spagnolo del cognome.

## Biografia
Nato a Parma, frequenta il liceo artistico Gentileschi di Carrara e comincia a lavorare come programmatore, mentre la passione per la musica lo porta a esibirsi come disc jockey presso alcune radio della provincia. L'esordio discografico è del 1994 con il mix 12" Brooklyn contenente, in tre versioni differenti, il brano Cavalcamix, un medley in stile elettrodance di classici rock anni 1950. Pochi mesi dopo esce un altro mix 12" con la sigla Indyana con il pezzo A Say Baby, pezzo dance contenente la rivisitazione di un riff dei Ram Jam nel brano Black Betty.

### Litfiba
Nel 1997 entra in contatto con il management dei Litfiba, che decide di produrgli il disco d'esordio solista. Questo disco non vedrà però la luce perché nel 1999 lo storico chitarrista del gruppo Ghigo Renzulli, a seguito di una burrascosa separazione artistica dal cantante Piero Pelù, cercando un cantante ancora poco noto tra il grande pubblico, sceglie Cavallo come successore di Pelù alla voce. Durante la militanza nei Litfiba, Cavallo scrive i testi e una parte delle musiche degli album Elettromacumba (2000), Insidia (2001) ed Essere o sembrare (2005).
Negli anni della sua permanenza nel gruppo, partecipa a vari tour e a due album dal vivo. Il primo, dal nome Live on Line (LoL), è distribuito gratuitamente e pionieristicamente su internet tramite il portale Lycos già nel 2001. Di LoL esiste anche un'edizione a tiratura limitata promozionale a cofanetto contenente sette cd singoli.
Nel novembre 2006 Cavallo annuncia il suo addio al gruppo inviando un'email ai fan; il gruppo verrà ricostituito nel 2008 e sceglierà come nuova voce il fiorentino Filippo Margheri, mentre l'anno successivo avrà luogo il ritorno di Pelù, riconciliatosi con Renzulli.

### Radio
Tra il 1998 e il 2002 è autore e conduttore radiofonico di tre programmi trasmessi da alcune radio della Toscana e dell'Emilia-Romagna e poi da radio di altre regioni: Time to Rock, nel quale sono proposti classici rock, L'avvocato del diavolo, raccontando storie e vicende legate al mondo del rock'n'roll e L'Eretico, definito come un "viaggio attraverso la storia, tra i segreti, i miti e le leggende". Dal 2014 parte di queste registrazioni radiofoniche è disponibile in streaming tramite la piattaforma Mixcloud.

### Dopo i Litfiba
Durante la sua militanza nei Litfiba, Cavallo produce con Carlo Barducci l'album d'esordio della band folk Scaramouche (della quale era batterista Pino Fidanza, poi batterista dei Litfiba dal 2007 al 2012) e dei Morpin band fondata da Stefano Mordenti. Dopo l'uscita dai Litfiba torna al lavoro di informatico con una propria impresa.
L'8 gennaio 2014, dopo sette anni di assenza, torna sulle scene musicali pubblicando un videoclip in cui interpreta il brano Heroes di David Bowie.
Il 7 dicembre 2014 si esibisce a sorpresa e sotto falso nome in un concerto dove esegue solo brani inediti.

### IlNero
L'8 gennaio 2015, ad un anno esatto dalla pubblicazione di Heroes, viene annunciata la nuova band di Cabo dal nome IlNero in cui, oltre a Cavallo, suona suo figlio, soprannominato Zeb, e altri quattro musicisti provenienti dalla scena emergente.
L'uscita dell'album di esordio, prevista inizialmente per settembre 2015, poi fissata al 16 ottobre 2015.. Il titolo dell'album, E=MC² - Essenza di macchina cuore cervello è anche quello di un libro con una raccolta di esperienze e aneddoti dello stesso Cabo, pubblicato in concomitanza con il disco.
Il primo singolo estratto da E=MC2 è Cuore, il cui video è stato pubblicato il 5 ottobre 2015. Cuore è stato poi reso disponibile in download gratuito sul sito de IlNero in un EP digitale contenente anche l'inedito Soli ed unici (brano già eseguito live dalla band e contenuto nel demotape da solista del 1995) e la cover di Heroes di David Bowie. Il 19 aprile 2016 viene pubblicato il video del secondo singolo, L'Ultimo Stupido.

## Discografia solista

### Singoli ed EP
- 1994 - Brooklyn (12" a nome "DJ Cavallo")
- 1994 - A Say Baby (12" a nome "Indyana")
- 2012 - Brooklin (EP digitale a nome "Cavallo")[23]
- 2019 - Di questo mondo

### Album
- 2019 - Base Ribelle

### Demotape
- 1995 - Il Patto (a nome "Cabo")

### Videoclip
- 2014 - Heroes (David Bowie cover)

### Partecipazioni a Compilation
- 1996 - Dance Blitz '96 (Brooklyn)
- 1996 - Maxi Dance vol.2 ∙ Eurodance (Brooklyn)
- 1996 - Keep On Dancin vol.2 ∙ Cool Club Tracks (Brooklyn)
- 2007 - Euro Club Hits vol.4 (Brooklyn)

## Discografia con i Litfiba
- 2000 - Elettromacumba
- 2001 - Live on Line
- 2001 - Insidia
- 2005 - Essere o sembrare

## Discografia con IlNero

### Album
- 2015 - E=MC² - Essenza di macchina cuore cervello

### Singoli ed EP
- 2015 - Cuore (EP digitale contenente anche Soli ed unici ed Heroes)

### Videoclip
- 2015 - Soli ed unici (live)
- 2015 - Cuore
- 2016 - L'Ultimo Stupido

## Libri
- Essenza di Macchina Cuore Cervello, 2015.